# Kramolin, Gabrovo
Kramolin (în bulgară Крамолин) este un sat în comuna Sevlievo, regiunea Gabrovo,  Bulgaria. 

## Demografie
Componența etnică a satului Kramolin
     Romi (5,26%)
     Turci (34,58%)
     Bulgari (57,14%)
     Nicio identificare (3%)
La recensământul din 2011, populația satului Kramolin era de 399 locuitori. Din punct de vedere etnic, majoritatea locuitorilor (57,14%) erau bulgari, existând și minorități de turci (34,58%) și romi (5,26%). Pentru 3% din locuitori nu este cunoscută apartenența etnică.